# Artemisia maritima
Artemisia maritima, conocida como ajenjo marítimo o artemisa rusa, es una especie de fanerógama perteneciente a la familia Asteraceae. Es nativa de las islas británicas y se encuentran en Wigton en el oeste y Aberdeen en el este; también en el nordeste de Irlanda y en las islas del Canal. Tiene una amplia distribución en el Hemisferio Norte del Viejo Mundo desde las islas británicas a las costas del mar Báltico, de Francia y el Mediterráneo, y los suelos salinos de Hungría; se extiende al este por el sur de Rusia, la región en torno al mar Caspio y Siberia central a China y Mongolia.

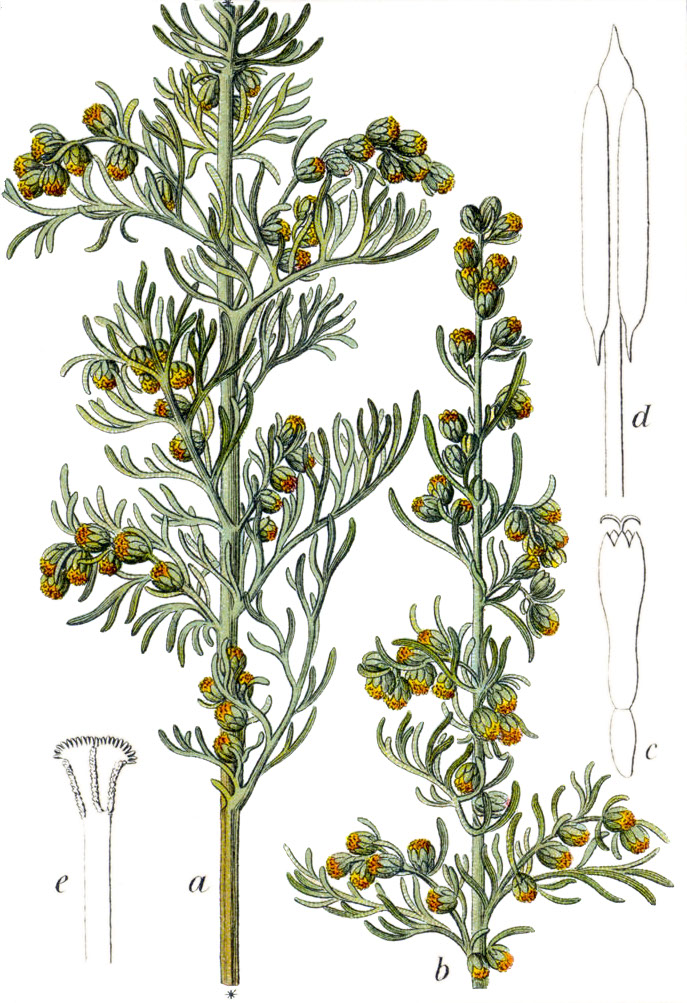
Ilustración.

## Descripción
La planta se asemeja a Arteroesis absinthium, pero es más pequeña. La planta alcanza unos 4-5 dm de altura. Las hojas son bipinnadas con segmentos lineales estrechos que, como toda la planta, está cubierta en ambos lados por un pelillo blanco algodonoso. Las pequeñas cabezas florales, cada una contiene de tres a seis flores tubulares, de un color amarillento o tintado de marrón. Se producen en agosto y septiembre agrupadas en racimos.

## Propiedades
La planta posee las mismas propiedades que otras artemisias pero menos potentes. Es un tónico amargo y aromático. Aunque no se usa en la medicina práctica regular, es a menudo usado por la población para tratar las fiebres intermitentes. Es muy apreciada por sus propiedades vermífugas.

## Taxonomía
Artemisia maritima fue descrita por Carlos Linneo y publicada en Species Plantarum 2: 846, en 1753.

#### Etimología
Hay dos teorías en la etimología de Artemisia: según la primera, debe su nombre a Artemisa, hermana gemela de Apolo y diosa griega de la caza y de las virtudes curativas, especialmente de los embarazos y los partos . según la segunda teoría, el género fue otorgado en honor a Artemisia II, hermana y mujer de Mausolo, rey de la Caria, 353-352 a. C., que reinó después de la muerte del soberano. En su homenaje se erigió el Mausoleo de Halicarnaso, una de las siete maravillas del mundo. Era experta en botánica y en medicina.
maritima: epíteto latino que significa "marítima, en la costa del mar.

#### Variedades
Comprende 2 variedades aceptadas:
- Artemisia maritima subsp. humifusa (Fr. ex C.Hartm.) K.Perss., 1974
- Artemisia maritima subsp. maritima